# Роско (Міссурі)
Роско (англ. Roscoe) — селище (англ. village) в США, в окрузі Сент-Клер штату Міссурі. Населення — 89 осіб (2020).

## Географія
Роско розташоване за координатами 37°58′36″ пн. ш. 93°49′3″ зх. д. / 37.97667° пн. ш. 93.81750° зх. д. (37.976642, -93.817562).  За даними Бюро перепису населення США в 2010 році селище мало площу 4,28 км², з яких 3,95 км² — суходіл та 0,33 км² — водойми.

## Демографія
Згідно з переписом 2010 року, у селищі мешкали 124 особи в 51 домогосподарстві у складі 33 родин. Густота населення становила 29 осіб/км².  Було 81 помешкання (19/км²).
Расовий склад населення:
| - 98,4 % — білих |

До двох чи більше рас належало 1,6 %. Частка іспаномовних становила 2,4 % від усіх жителів.
За віковим діапазоном населення розподілялося таким чином: 26,6 % — особи молодші 18 років, 58,1 % — особи у віці 18—64 років, 15,3 % — особи у віці 65 років та старші. Медіана віку мешканця становила 39,0 року. На 100 осіб жіночої статі у селищі припадало 96,8 чоловіків;  на 100 жінок у віці від 18 років та старших — 102,2 чоловіків також старших 18 років.
Середній дохід на одне домашнє господарство  становив 27 780 доларів США (медіана — 28 750), а середній дохід на одну сім'ю — 32 329 доларів (медіана — 40 278). За межею бідності перебувало 40,5 % осіб, у тому числі 50,0 % дітей у віці до 18 років та 25,0 % осіб у віці 65 років та старших.
Цивільне працевлаштоване населення становило 30 осіб. Основні галузі зайнятості: мистецтво, розваги та відпочинок — 30,0 %, будівництво — 30,0 %, оптова торгівля — 13,3 %, публічна адміністрація — 6,7 %.